# Daewoo K1
Daewoo K1 là súng súng trường tấn công hiện đại đầu tiên được phát triển bởi Cơ quan Phát triển Quốc phòng Hàn Quốc và sản xuất bởi S&T Daewoo. Loại súng này đã được thông qua và đưa vào sử dụng trong lực lượng quân đội Hàn Quốc năm 1981 đến này và các nước khác cũng dùng.
K1 dùng để thay thế các khẩu M16 sử dụng trong quân đội Hàn Quốc từ những năm 1970. Nhưng các khẩu Daewoo K2 tốt hơn xuất hiện từ năm 1987 đã bắt đầu thay thế các khẩu K1 trong việc sản xuất và đưa vào sử dụng.Nhưng các khẩu K1 còn lại vẫn được sử dụng bởi các nước khác và các Lực lượng Đặc biệt của Hàn Quốc.

## Phát triển
Việc phát triển loại súng này bắt đầu từ năm 1978 sau khi ROKASWC (Chỉ huy các lực lượng đặc nhiệm quân đội của Hàn Quốc) đưa ra yêu cầu về một loại súng cơ động cũng như có hỏa lực tốt để thay thế các khẩu súng tiểu liên M3 của Hoa Kỳ vốn đã cũ. Nguyên mẫu thử nghiệm đã được giới thiệu năm 1980 và năm 1981 thì được đưa vào phục vụ. Năm 1982 phiên bản nâng cấp Daewoo K1A1 được thông qua và đưa vào sản xuất hàng loạt.

## Thiết kế
K1 sử dụng cơ chế nạp đạn bằng khí nén với hệ thống trích khí trực tiếp, dùng loại đạn 5.56x45mm NATO cũng như các hộp đạn rời dạng thẳng kiểu STANAG. Báng súng của loại súng này có thể đẩy vào và rút ra để tiết kiệm không gian. Hệ thống nhắm cơ bản là điểm ruồi nhưng cũng có các thanh răng để gắn các hệ thống nhắm khác.
Phiên bản đầu của K1 gặp các vấn đề như độ giật quá cao cũng như tiếng ồn và chớp sáng khi sử dụng. Nên phiên bản K1A1 đưa vào chế tạo năm 1982 đã tích hợp thêm bộ phận chống chớp sáng với 3 lỗ để hạn chế độ giật cũng như bổ sung thêm chế độ bắn ba viên để tăng độ chính xác. Tất cả các khẩu K1 được chế tạo trước đó đều được sửa chữa thành K1A1.